# Sphaerosyllis hystrix
Sphaerosyllis hystrix är en ringmaskart som beskrevs av Claparede 1863. Sphaerosyllis hystrix ingår i släktet Sphaerosyllis och familjen Syllidae. Arten är reproducerande i Sverige. Utöver nominatformen finns också underarten S. h. anoculata.